# Барон Инверфос

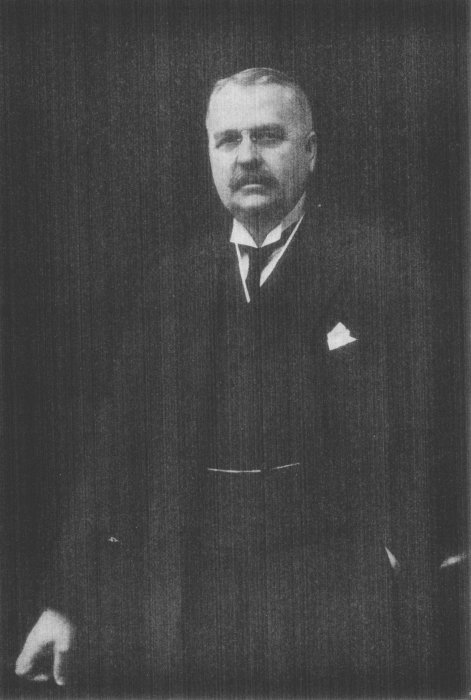
Эндрю Уир, 1-й барон Инверфос (1865—1955)

Барон Инверфос из Саутгейта в графстве Мидлсекс — наследственный титул в системе Пэрства Соединённого королевства. Он был создан 5 февраля 1919 года для шотландского судоходного магната Эндрю Уира (1865—1955). Он был руководителем фирмы «Andrew Weir & Co», а также занимал должность министра боеприпасов в 1919—1921 годах.
По состоянию на 2024 год носителем титула являлся его правнук, Эндрю Питер Уир, 4-й барон Инверфос (род. 1966), который стал преемником своего отца в 1982 году.

## Бароны Инверфос (1919)
- 1919—1955: Эндрю Уир, 1-й барон Инверфос (24 апреля 1865 — 17 сентября 1955), старший сын Уильяма Уира[1];
- 1955—1975: Эндрю Мортон Александр Уир, 2-й барон Инверфос (12 сентября 1897 — 17 ноября 1975), единственный сын предыдущего[2];
- 1975—1982: Эндрю Чарльз Рой Уир, 3-й барон Инверфос (6 июня 1932 — 6 июня 1982), старший сын предыдущего[3];
- 1982 — настоящее время: Эндрю Питер Уир, 4-й барон Инверфос (род. 16 ноября 1966), единственный сын предыдущего[4];
  - Наследник титула: достопочтенный Бенджамин Эндрю Уир (род. 1997), сын предыдущего.